# 14 Pułk Dragonów (austro-węgierski)

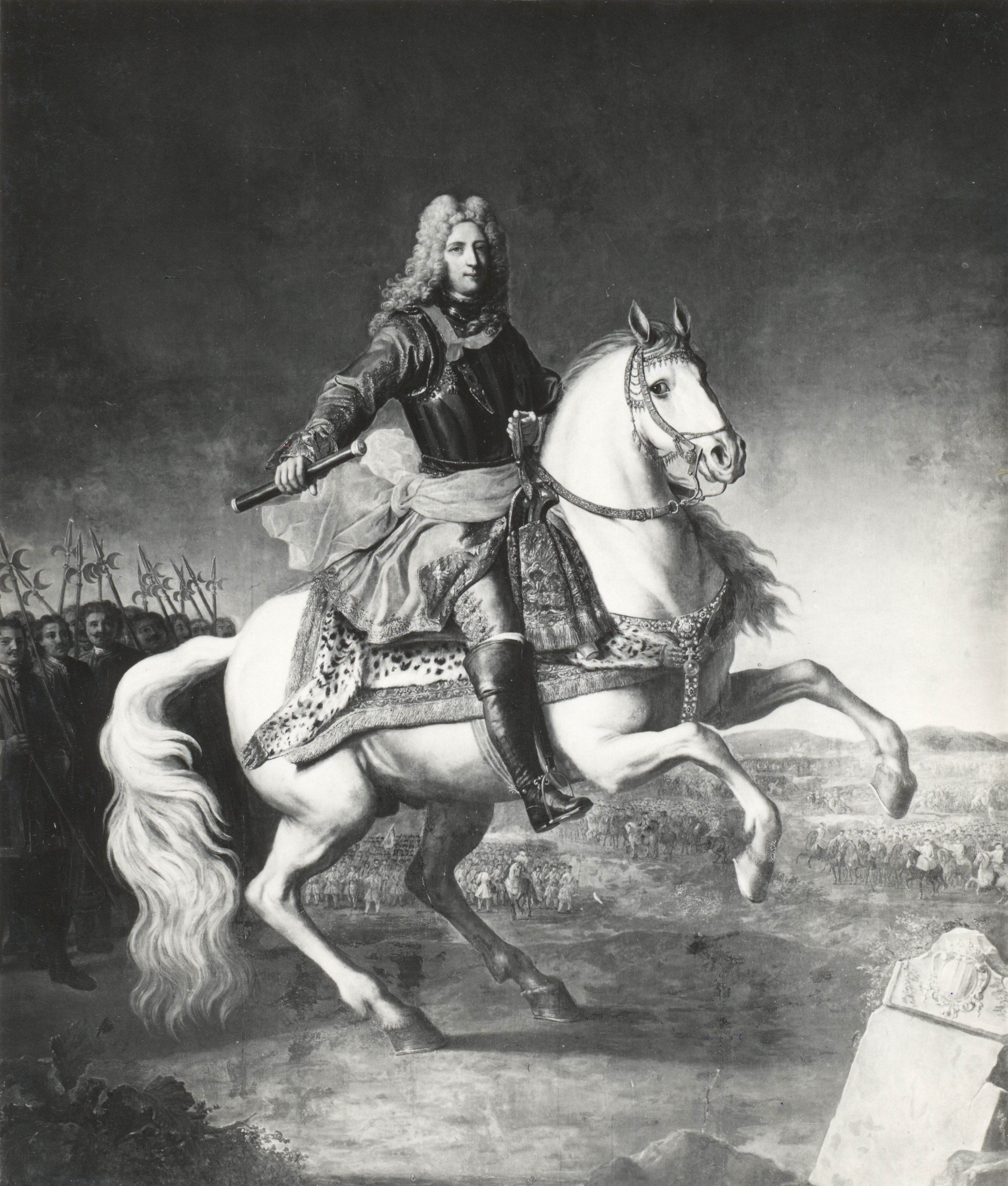
Szef pułku FM Johann Philipp Eugen Merode, Marquis von Westerloo

Pułk Dragonów Nr 14 (niem. Dragonerregiment Fürst zu Windisch-Graetz Nr 14) – pułk kawalerii cesarskiej i królewskiej Armii.

## Historia pułku
Pułk został utworzony w 1725 roku.
1 czerwca 1851 roku 4 Czeski Pułk Szwoleżerów (niem. 4. Böhmisches Chevaux-legers-Regiment) w Kaplicy (niem. Kaplitz) został przemianowany na 7 Pułk Dragonów i przeniesiony do Pelhřimova (niem. Pilgram).
1 marca 1860 roku 7 Pułk Dragonów został przemianowany 2 Pułk Dragonów.
W 1867 roku pułk stacjonował w Wiedniu i wchodził w skład 3 Brygady należącej do 1 Dywizji.
1 października 1867 roku 2 Pułk Dragonów został przemianowany na 14 Pułk Dragonów.
W 1869 roku oddział został przeniesiony do Veselí nad Moravou (ówcześnie niem. Wessely in Mähren) i przemianowany na 14 Czeski Pułk Dragonów (niem. 14. Böhmisches Dragoner-Regiment). Kadra zapasowa pułku została ulokowana w Písku.
W 1898 roku komenda pułku i kadra zapasowa stacjonowały w Klatovach (niem. Klattau), 1. dywizjon w Pradze, natomiast 2. dywizjon w Dobřanach.
W 1914 roku komenda pułku i 1. dywizjon stacjonował w Brandýsie nad Labem (niem. Brandeis an der Elbe), 2. dywizjon w Dobřanach, a kadra zapasowa w Klatovach.
W 1914 roku pułk wchodził w skład 1 Brygady Kawalerii w Pradze należącej do VIII Korpusu.
Żołnierze nosili wyłogi czerwone, guziki złote.

## Organizacja pułku
- komenda pułku
- 1 dywizjon
- 2 dywizjon
- kadra zapasowa
- pluton pionierów
- patrol telegraficzny

Dywizjon składał się z trzech szwadronów liczących 117 dragonów. Pułk według etatu liczył 37 oficerów oraz 874 podoficerów i żołnierzy.

## Szefowie pułku
Kolejnymi szefami pułku byli:
- FM Johann III Philipp Eugen Merode, Marquis von Westerloo (1725 – †12 IX 1732),
- FML Karl Maria von Coudenhove (1862 – †28 VIII 1868),
- FM Alfred Windischgrätz[4].

## Komendanci pułku
- płk Nicetas von Csollich (1850 – 1852)
- płk Friedrich August Ernst Bellegarde (1859 – 1866 → generał adiutant Cesarza)
- płk Ludwig von Windisch-Graetz (1866 – 1869 → urlopowany)
- płk Ferdinand Tunkl von Asprung und Hohenstadt (1869 – )